# Ковиничі
Кови́ничі — село в Україні, у Самбірському районі Львівської області. Населення становить 378 осіб. Орган місцевого самоврядування - Новокалинівська міська рада.

## Відомі особистості
В поселенні народився:
- Анджей Кусневич (1904—1993) — польський прозаїк, есеїст, лірик.

## Галерея

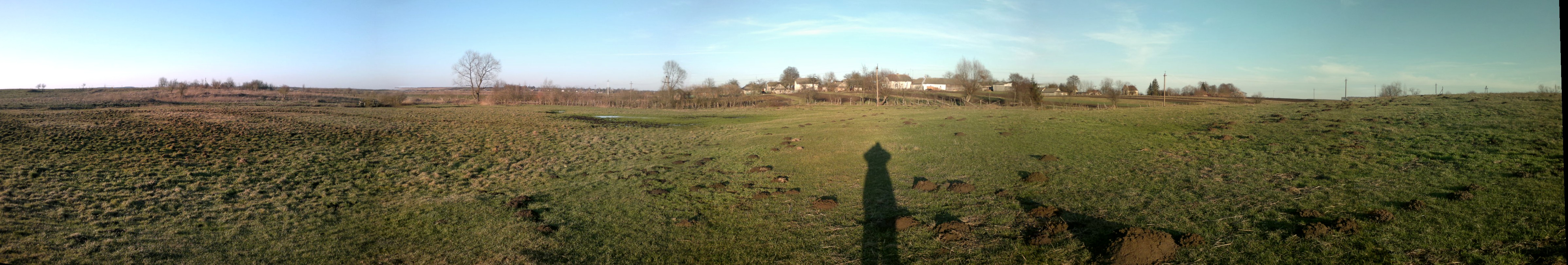

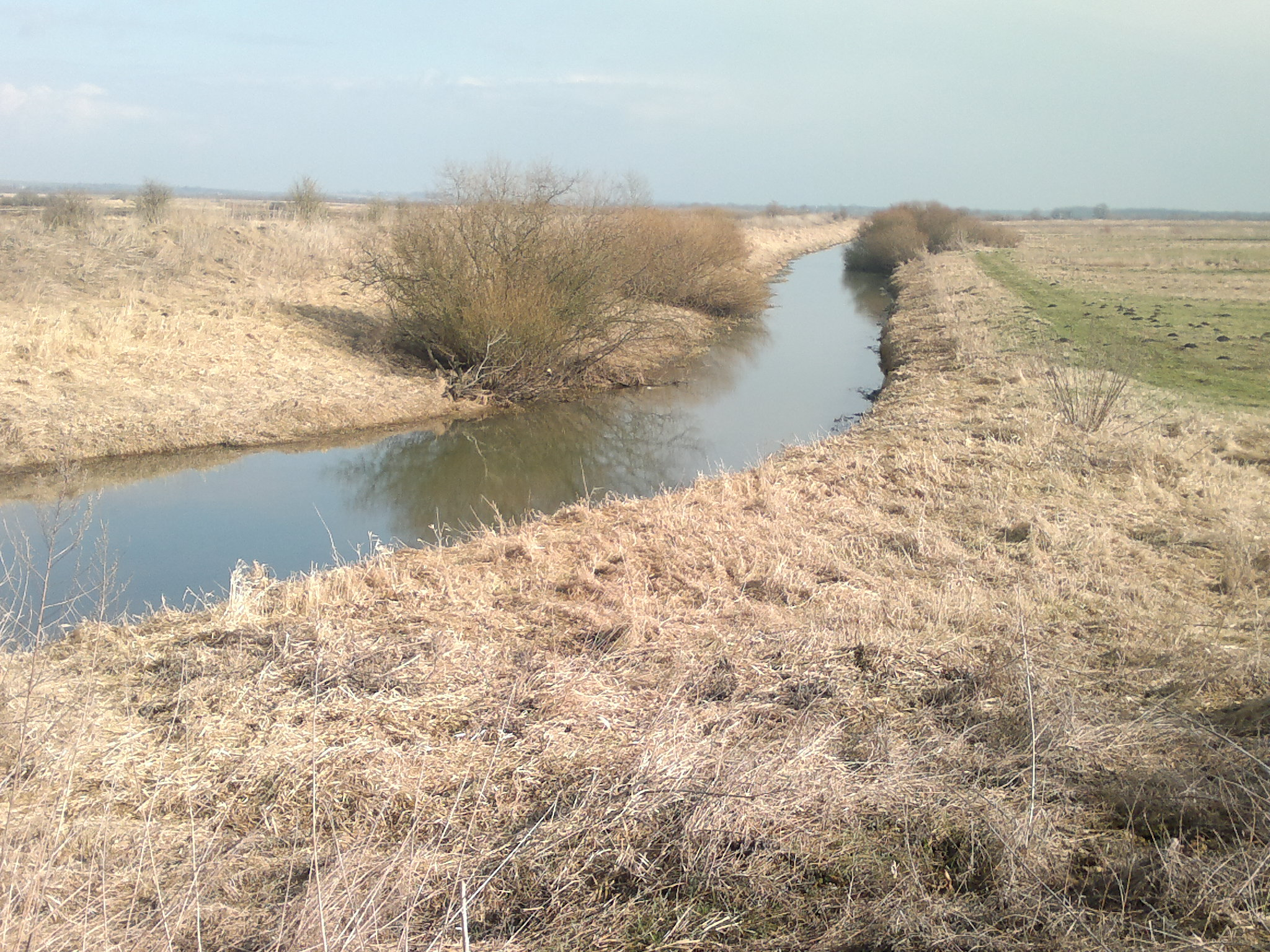
Річка Болозівка біль села
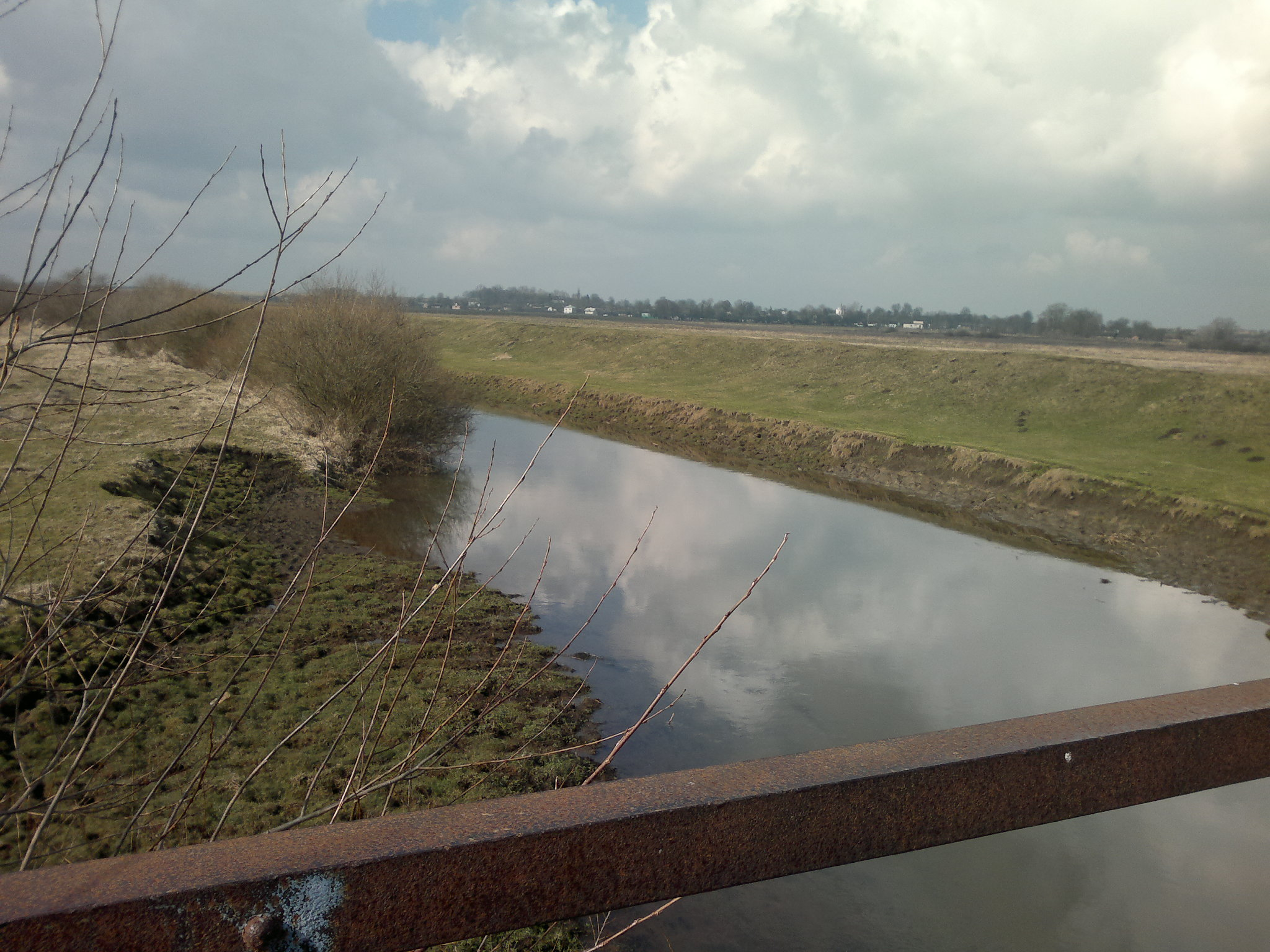
Річка Болозівка біль села
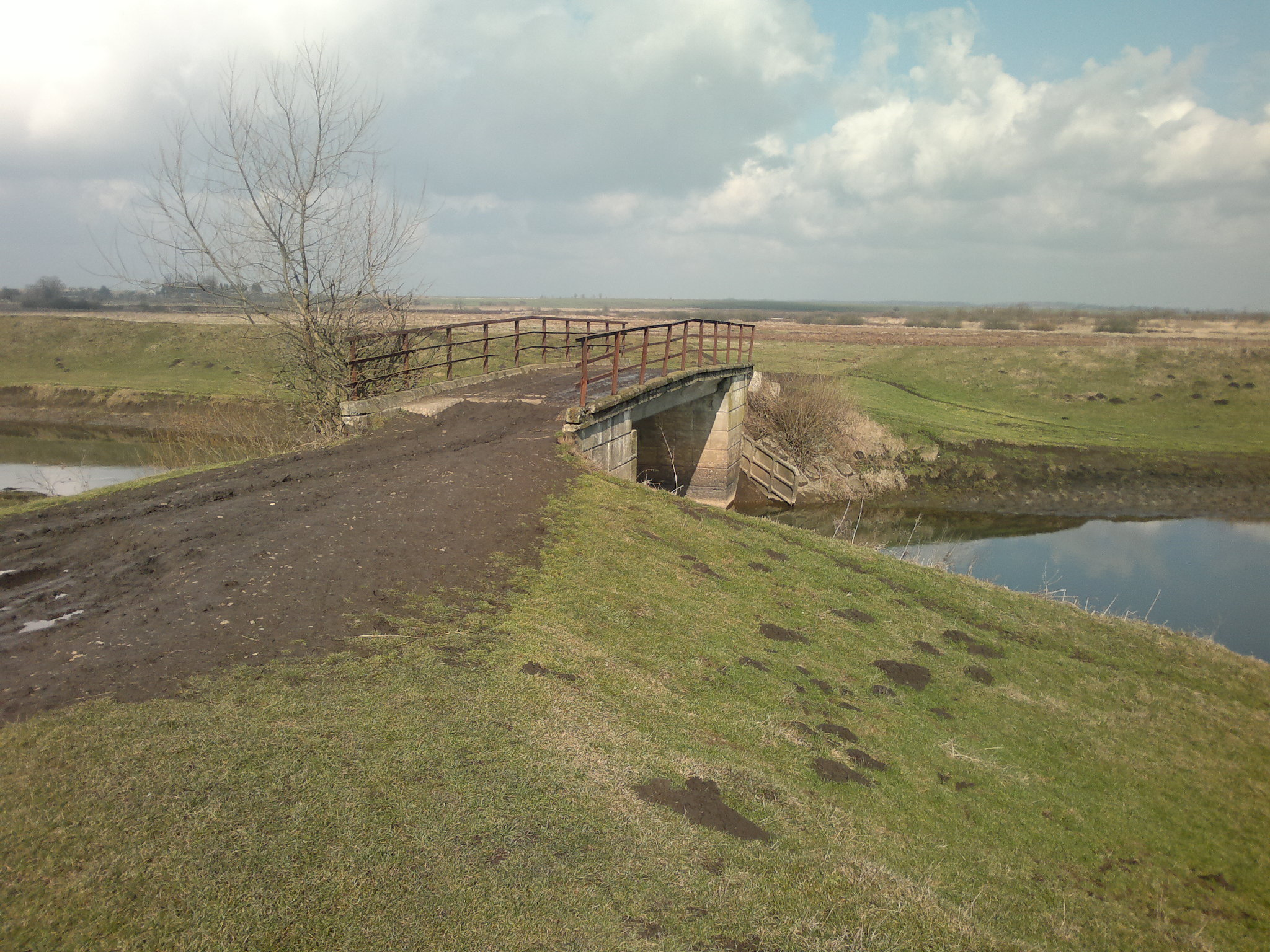
Міст через річку Болозівка біль села
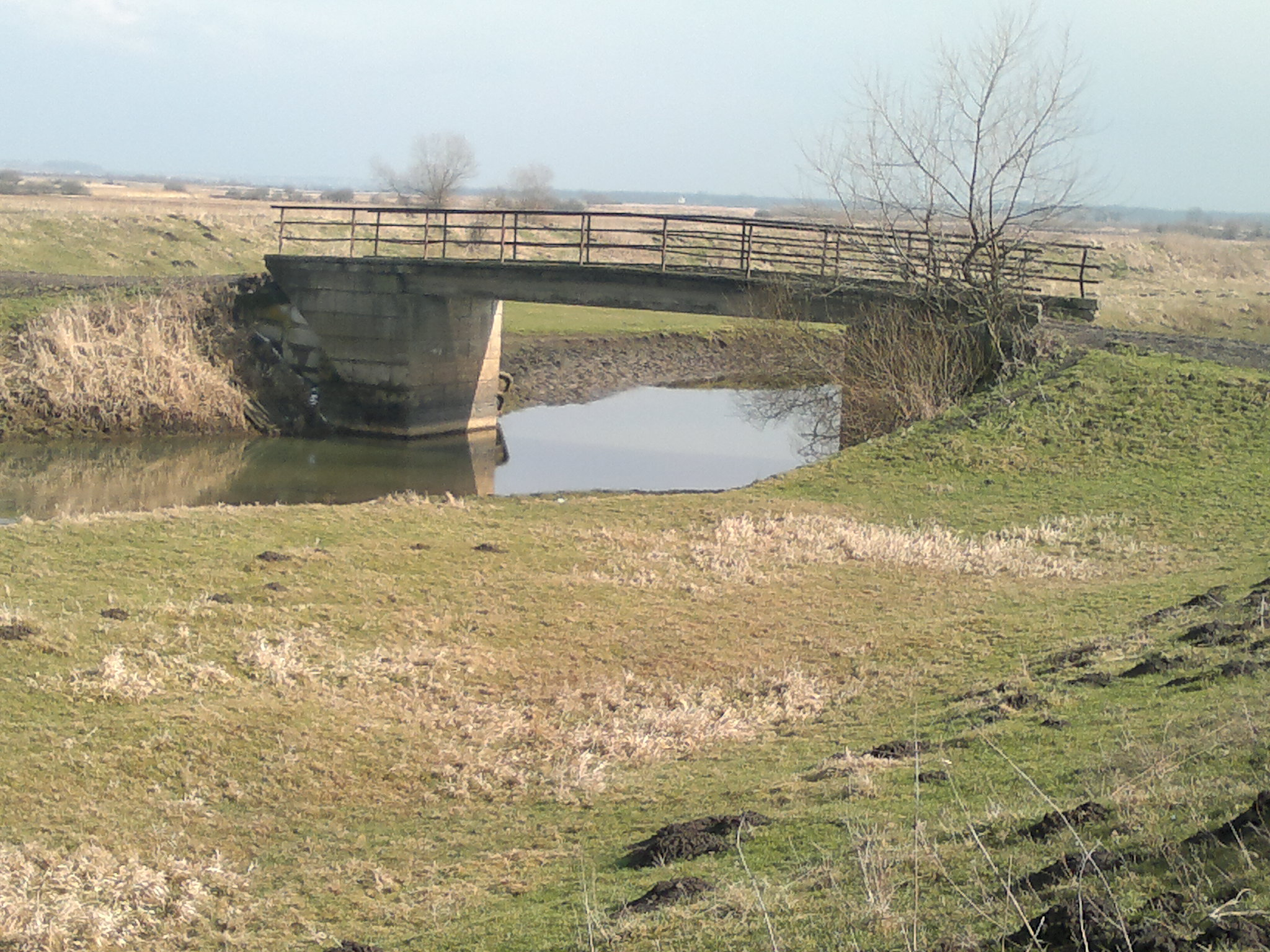
Міст через річку Болозівка біль села
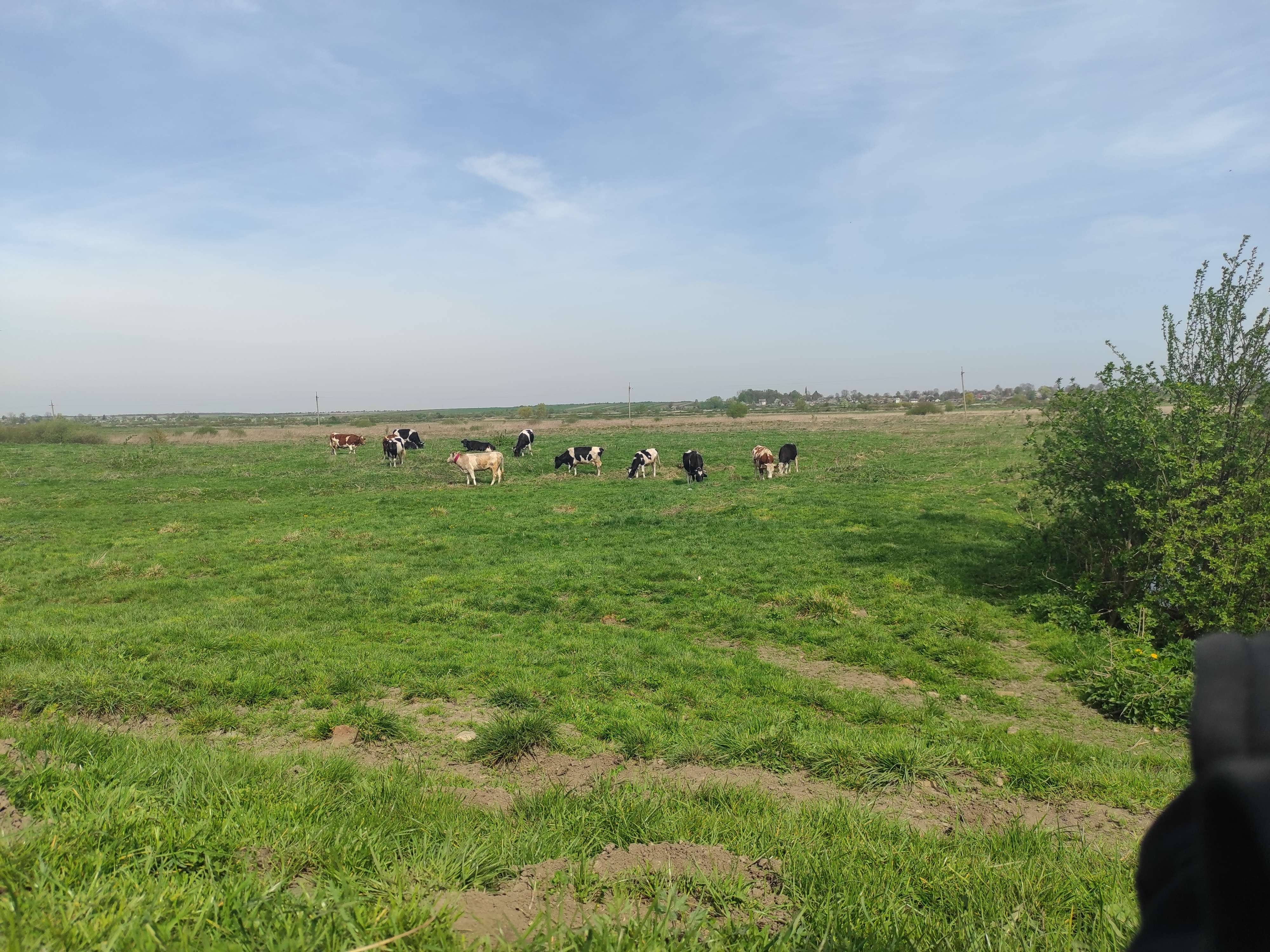
панорама окраїн села